# Hiallum postflavum
Hiallum postflavum är en kräftdjursart som beskrevs av Richardson1909. Hiallum postflavum ingår i släktet Hiallum och familjen Eubelidae. Inga underarter finns listade i Catalogue of Life.